# Dagobert Frey
Dagobert Frey (* 23. April 1883 in Wien, Österreich-Ungarn; † 13. Mai 1962 in Stuttgart) war ein österreichischer Kunsthistoriker, der wesentlich an den Bänden der Österreichischen Kunsttopographie mitarbeitete.

## Leben und Werk
Nachdem er bereits ein Architekturstudium an der Technischen Hochschule Wien absolviert hatte, fand er 1911 eine Anstellung am staatlichen Denkmalamt als Mitarbeiter Max Dvořáks. Auf dessen Anraten begann er auch noch Kunstgeschichte zu studieren und promovierte 1915 über Bramantes St.-Peter-Entwurf und seine Apokryphen. Die Architektur der Renaissance, des Barocks und der Moderne wurde neben zahlreichen Beiträgen zur österreichischen Kunsttopographie ein Schwerpunkt seiner Forschung. Frey lehrte ab 1922 als Honorardozent an der Technischen Hochschule Wien. 1931 wurde er als Professor für Kunstgeschichte an die Universität Breslau berufen, dort erweiterte sich sein Gesichtskreis auf kunstgeographische und nationale Probleme des nordosteuropäischen Kulturraumes.
Nach dem deutschen Überfall auf Polen spielte Frey in Polen eine Rolle bei der Verschleppung von Kunstschätzen aus dem Nationalmuseum Warschau und bei den Vorbereitungen zur Sprengung des Warschauer Königsschlosses. In Krakau beteiligte er sich an der Eröffnung des Instituts für Deutsche Ostarbeit als Redner über deutsche Baukunst in Polen. Er galt als „Spiritus Rector“ dieses Instituts und war dort als Berater tätig. 1944 wurde Frey korrespondierendes Mitglied der Bayerischen Akademie der Wissenschaften.
1945 kehrte er nach Wien zurück und nahm seine Tätigkeit am Denkmalamt wieder auf. Darüber hinaus behandelte er kunstwissenschaftliche Theorien und Methodenfragen.
Seit 1951 lebte er in Stuttgart, wo er bis 1953 einen Lehrstuhl für Kunstgeschichte an der Technischen Hochschule innehatte. 1950 wurde er zum korrespondierenden Mitglied der Österreichischen und 1953 der Göttinger Akademie der Wissenschaften gewählt. In den Schriften dieser letzten Jahre befasste er sich mit den großen Künstlerpersönlichkeiten, wie Giotto, Tizian, Michelangelo oder Rembrandt van Rijn.
Freys methodische Position ist eine Synthese aus der entwicklungsgeschichtlichen, quellenkundlich fundierten Vorgangsweise der Wiener Schule der Kunstgeschichte und der unorthodoxen, fächerübergreifenden Systematik Josef Strzygowskis. Julius von Schlosser und vor allem der geisteswissenschaftliche Ansatz Max Dvořáks waren von grundlegender Bedeutung für Frey. Dazu kam, im Sinn von Strzygowskis vergleichender Kunstforschung, eine intensive Auseinandersetzung mit den Nachbardisziplinen, ein naturwissenschaftliches Interesse und die überregionale Berücksichtigung vor allem osteuropäischer Kunstlandschaften. In weiterer Folge beabsichtigte Frey, diese verschiedenen Komponenten zum Entwurf einer umfassenden Kunstphilosophie zu vereinen.
Sein Sohn Gerhard Frey (1915–2002) war ein bekannter Philosophieprofessor in Innsbruck. Er gab die Vorarbeiten seines Vaters für die geplante Philosophie der Kunst nach dessen Tod heraus, die freilich bis auf die beiden Arbeiten Kunst und Geschichte (1949/50) und Kunst und Sinnbild (1942/45) vorher schon im Druck erschienen waren. Im Vorwort bekennt er eine Verwandtschaft zum Denken seines Vaters; es sei ihm „selbst seit längerem bewußt, daß insbesondere meine sprach- und bewusstseinsphilosophischen Studien mit ihrem Entwurf einer linguistischen Theorie der Reflexion ohne Gedanken wie die vom Realitätscharakter des Kunstwerkes für mich nicht konzipierbar gewesen wären.“
Ein Teil von Freys schriftlichem Nachlass befindet sich im Deutschen Kunstarchiv im Germanischen Nationalmuseum in Nürnberg.

## Zitate
Für Dagobert Frey war Kunst vornehmlich Sinnstiftung:

„Kunst ist sinnbildliche Gestaltung. Als anschauliche, formale Gestaltung ist sie zugleich Sinngebung. Sie gibt nicht einen Sinngehalt Gestalt, sondern sie schafft Sinn durch und in der Gestalt. Der Sinn ist nur in der Gestalt gegeben. Es kann zwar ein Sinngehalt primär angenommen werden, für den ein Bildzeichen gesetzt wird; dies ist in der Allegorese der Fall; aber auch dieser Sinn muß wieder in einer Gestalt gegeben sein, für die im Kunstwerk eine andere Gestaltungsform gesetzt wird. Insofern aber die Bildgestalt Kunst ist, bedeutet sie doch mehr, ist in ihr ein Sinngehalt beschlossen, der über den primär gegebenen ausgreift, und dieses Mehr, dieses Andere ist doch wiederum nur in der künstlerischen Gestaltung selbst enthalten.
Insofern die Kunst Sinngebung ist, ist sie auch Erkenntnis, nicht im rational-begrifflichen Sinn, sondern in unmittelbarer Anschauung, im Erfassen der Erscheinung als ganzheitlicher Gestalt, und im Erfassen der Gestalt als des Ausdrucks der Wesenheit, des existenziellen „Eigentlichen“.“

Kunstgeschichte ist für ihn der Versuch, diese Sinnstiftung der Kunst der Bewusstheit menschlichen Daseins zugänglich zu machen:

„Was Kunstgeschichte im umfassenden Sinne aus ihrer eigensten Problematik heraus zu geben vermag, ist der Versuch, durch die historische Interpretation das Kunstwerk als gestalthaften Ausdruck des menschlichen Geistes, als Offenbarung und Selbstdarstellung des Menschen, als historisch bedingte Möglichkeit seiner geistigen Entfaltung zu erfassen.
Damit könnte sie die höchste Aufgabe historischer Erkenntnis erfüllen: die Erhellung und Vertiefung der Bewußtheit unserer eigenen historischen Existenz.“

Kunst ist für ihn notwendigerweise subjektiv, genauso wie die Kunstkritik:

„Wie das Kunstwerk persönlicher Ausdruck ist, so ist dies notwendig auch die Kritik. Die Subjektivität der Kunst gegenüber dem Übersubjektiven und daher Verbindlichen der Wissenschaft ist in ihrer Funktion wesenhaft begründet. Ist das Werk, das hinausgestellt wird, mit dem die menschliche Umwelt angesprochen wird, Bekenntnis, so ist es die Stellungnahme zum Werk in gleicher Weise. Indem ich das Werke bejahe oder es ablehne, indem ich es deute und ihm Bedeutung verleihe, nehme ich einen persönlichen Standpunkt ihm gegenüber ein.
Diese Stellungnahme ist aber nicht nur eine wertende. Der besondere Sinngehalt des Kunstwerkes ist durch seinen schöpferisch-intuitiven Charakter gegeben; darin hat Croce mit Recht das Entscheidende gesehen. Das Verstehen eines Kunstwerkes bedeutet demgemäß etwas grundsätzlich anderes als das Verstehen einer rational formulierten wissenschaftlichen Erkenntnis. Einen mathematischen Satz verstehe ich oder ich verstehe nicht: das  Verstehen ist eindeutig. Das Verstehen kann zwar zu einem Weiterdenken veranlassen, aber dies ist bereits ein neuer schöpferischer Akt, der das Verstehen überschreitet. Das Verstehen des Kunstwerkes bleibt grundsätzlich unbestimmt und daher unerschöpflich, indem es durch die subjektive Stellungnahme bedingt ist, die an sich unendlich wandelbar ist. Was mir das Kunstwerk sagt, was es mir antwortet, hängt davon ab, wie ich es anspreche, wie ich mich zu ihm stelle. Man kann dies an sich selbst beobachten, wie dasselbe Kunstwerk einen in verschiedenen Stimmungen oder Lebenslagen verschieden anspricht, etwas Verschiedenes besagt, wie sich aus der wechselnden subjektiven Einstellung verschiedener Deutungsmöglichkeiten erschließen.“

## Werke (Auswahl)
- Bramantes St. Peter-Entwurf und seine Apokryphen. Dissertation. Anton Schroll, Wien 1915.
- Michelangelo-Studien. Anton Schroll, Wien 1920.
- Max Dvoráks Stellung in der Kunstgeschichte. In: Jahrbuch für Kunstgeschichte, Band 1, 1922, S. 1–21.
- Johann Bernhard Fischer von Erlach. Eine Studie über seine Stellung in der Entwicklung der Wiener Palastfassade. Österreichische Verlagsgesellschaft Eduard Hölzel, Wien 1923.
- Österreichische Kunsttopographie (Hrsg.), Bände 18–23, 30–31. Wien 1924–1931, 1947–1951.
- Gotik und Renaissance als Grundlagen der modernen Weltanschauung. B. Filser, Augsburg 1929.
- Die deutsche Kunst – Die deutsche Leistung in Ostmitteleuropa. Bund Deutscher Osten, Berlin 1938.
- Krakau. Aufgenommen von Edgar Titzenthaler (Deutsche Lande – Deutsche Kunst). Deutscher Kunstverlag, Berlin 1941.
- Englisches Wesen in der bildenden Kunst. Kohlhammer, Stuttgart/Berlin 1942.
- Kunstwissenschaftliche Grundfragen. Prolegomena zu einer Kunstphilosophie. [Margarethe von] Rohrer, Wien 1946; ²Darmstadt 1972.
- Grundlegung zu einer vergleichenden Kunstwissenschaft. Raum und Zeit in der Kunst der afrikanisch-eurasischen Hochkulturen. [Margarete von] Rohrer, Wien 1949; Neudruck Darmstadt 1970.
- Dagobert Frey (Autobiographie), in: Nikolaus Grass (Hrsg.): Österreichische Geschichtswissenschaft der Gegenwart in Selbstdarstellungen. Band 2, Wagner, Innsbruck 1951.
- Dämonie des Blicks. Akademie der Wissenschaften und Literatur, Mainz 1953 (= Abhandlungen der Geistes- und Sozialwissenschaftlichen Klasse, Jahrgang 1952, Nr. 6).
- Manierismus als europäische Stilerscheinung. Studien zur Kunst des 16. und 17. Jahrhunderts. Gerhard Frey (Herausgeber). W. Kohlhammer, Stuttgart 1964.
- Bausteine zu einer Philosophie der Kunst. (Aufsätze). Geleitwort Walter Frodl. Wissenschaftliche Buchgesellschaft, Darmstadt 1976, ISBN 3-534-06897-1.

Festschrift für Frey:
- Hans Tintelnot (Hrsg.): Kunstgeschichtliche Studien. Dagobert Frey zum 23. April 1943. Von seinen Kollegen, Mitarbeitern u. Schülern. Gauverl. NS.-Schlesien, Breslau 1943.